# Adopcionismo
El adopcionismo es la doctrina del cristianismo según la cual Jesús era un ser humano, elevado a categoría divina por designio de Dios por su adopción, o bien al ser concebido, o en algún momento a lo largo de su vida, o tras su muerte.

## Precedentes del adopcionismo cristiano
Había al menos dos concepciones más o menos similares (no necesariamente excluyentes la una de la otra) de las cuales puede emanar esta idea:
- En el pensamiento judío, el Mesías es un ser humano elegido por Dios para llevar a cabo su obra espectacular: tomar a los hebreos (un pueblo hasta entonces frecuentemente sometido por otros más poderosos), rescatarlos de la opresión y llevar el Reino de los Cielos a la tierra trayendo paz y prosperidad. En este sentido, el mesías no es el Hijo de Dios tal como lo considera el cristianismo.

- En la tradición griega existían héroes elevados a la condición divina después de extraordinarias proezas o hazañas, por medio de la apoteosis. El más importante ejemplo de esto es Heracles, que después de haber sido quemado en una pira es tomado por su padre Zeus para gobernar a su lado. Debido al predominio del Imperio romano, cuya orientación cultural era predominantemente griega, en la época de los primeros cristianos es altamente probable que este ejemplo estuviera a su alcance, a la manera de una historia popular.

Al mismo tiempo, el adopcionismo era psicológicamente interesante para los primeros cristianos, y era fácil identificarse con un héroe como Jesús de Nazaret, un ser humano como cualquiera que es elegido («adoptado») por Dios y que en consecuencia daba esperanzas de salvación a los propios cristianos, tan humildes ante Dios como su héroe máximo.

## Primeros adopcionistas
Uno de los adopcionistas más famosos fue Teódoto el Curtidor, habitante de Bizancio que llevó la prédica de esta doctrina a Roma en el año 190.
Andando el tiempo, a medida que el cristianismo prendió en las capas superiores del Imperio romano, fue imponiéndose como doctrina el encarnacionismo, según la cual Jesús desde siempre había sido Hijo de Dios (concretamente la Segunda Persona de Dios). A lo largo de las llamadas disputas cristológicas, el adopcionismo sería resucitado, en una versión más refinada, por Pablo de Samosata (en el siglo III) y por su discípulo Arrio. También fue adopcionista el obispo Fotino de Sirmio, depuesto el año 351 por el Sínodo de Sirmio.
El arrianismo, en efecto, se transformaría en la herejía más atosigadora que debería afrontar la joven Iglesia en sus primeros años. Finalmente, después de la formulaciones doctrinales de los Concilios de Nicea (325) y Constantinopla I (381), el adopcionismo fue finalmente abandonado.

## Alta Edad Media
A finales del siglo VIII, Elipando de Toledo, arzobispo de Toledo, entonces bajo dominio del Emirato de Córdoba, defendió el adopcionismo. Elipando no negaba el dogma de la Santísima Trinidad, es decir, creía que el Hijo era eterno como el Padre y que junto con el Espíritu Santo formaban un solo Dios. El problema para Elipando era que el Hijo había sido engendrado por una mujer por lo que no podía tener una «naturaleza» divina, sino solamente humana. Así que la única alternativa que cabía era que el Padre lo hubiera adoptado como su propio Hijo. Su razonamiento enlazaba con la reflexiones cristológicas de autores de la época visigoda como Julián de Toledo.
Elipando era arzobispo de Toledo, que en aquel momento estaba sometido a los emires de Córdoba. Pero a pesar de ello el prestigio de la sede toledana todavía se mantenía en toda la península ibérica, por lo que su propuesta «adopcionista» provocó una dura respuesta en el Reino de Asturias encabezada por el monje Beato de Liébana, posiblemente abad de un monasterio y muy bien relacionado con la reina Adosinda. Beato de Liébana acusó a Elipando de locura, herejía e ignorancia y llegó a llamarle «testículo del Anticristo». Según Eduardo Manzano Moreno, la polémica entre Elipando y Beato de Liébana fue «espoleada por la fuerte pugna entre una iglesia septentrional, cada vez más independiente, y la antigua iglesia visigoda, cuyos principales episcopados habían caído en territorio andalusí».
Una posición similar es la que ha sostenido Luis A. García Moreno: «la llegada a Asturias de estas noticias [sobre la aceptación del adopcionismo por el arzobispo de Toledo] presentaba una magnífica ocasión para intentar separar y distinguir a la Iglesia del pequeño reino de la sometida al Islam, lo que al mismo tiempo significaba también su aproximación hacia el Occidente cristiano de entonces, encarnado en el reino de Carlomagno. De esta forma, un oscuro monje de la Liébana, Beato, ayudado por el obispo de Osma, Eterio, refugiado en Asturias, iniciaron un radical ataque dialéctico contra las tesis adopcionistas defendidas por Elipando».
El conflicto se agudizó cuando el obispo Félix de Urgel, se puso del lado de Elipando. Como Urgel acababa de ser sometido al Imperio carolingio, la querella adopcionista alcanzó la corte de Carlomagno, y una serie de eminentes clérigos —como Alcuino de York, Paulino de Aquilea o Teodulfo de Orleans—, con el apoyo del propio rey y del papa, se ocuparon en rebatir la «herejía» del arzobispo Elipando de Toledo y del obispo Félix de Urgel.
Se llegó a reunir en el año 794 un concilio en Fráncfort presidido por el propio Carlomagno en el que el adopcionismo fue condenado. En uno de sus cánones se decía que esta «herejía debería ser radicalmente extirpada de la Santa Iglesia». Finalmente Félix de Urgel fue destituido de su diócesis y confinado a Lyon, donde pasó el resto de sus días.  
Elipando murió hacia el año 805 en la sede toledana sin que ningún discípulo continuara su tesis «adopcionista». Como ha destacado Eduardo Manzano Moreno, «se certificaba así la defunción del vínculo con los herederos de la antigua iglesia visigoda, los cuales quedaron confinados en un territorio, el andalusí, progresivamente marginado de las tendencias políticas que ayudaron a configurar la cristiandad occidental».
Por su parte García Moreno ha subrayado que «esta afirmación de la independencia —e incluso superioridad— dogmática de la Iglesia asturiana frente a la de Toledo, curiosamente coincide en el tiempo con la primera mención de la evangelización de la Península por Santiago el Mayor en los Comentarios al Apocalipsis de Beato, y sobre todo con la sorprendente invocación del patronazgo jacobeo sobre Hispania en un himno litúrgico dedicado a Mauregato por el mismo Beato de Liébana, en opinión de Sánchez Albornoz».
El adopcionismo fue condenado en el segundo concilio ecuménico de Nicea (en 787). En los años 794 y 799, los papas Adriano I y León III condenaron el adopcionismo como herejía en los sínodos de Fráncfort y Roma, respectivamente.